# 迷霧之島
《神秘岛》是罗宾·米勒和兰德·米勒设计并监督的图形冒险益智游戏，Cyan（今Cyan Worlds）开发，Broderbund发行。米勒兄弟1991年开始创作《神秘岛》，1993年9月24日Macintosh版发行；这是Cyan迄今最大的项目。游戏在世嘉土星、PlayStation、3DO、Microsoft Windows、雅达利Jaguar CD、CD-i、AmigaOS、PlayStation Portable、任天堂DS、iOS和任天堂3DS平台移植或重制。
在《神秘岛》中，玩家扮演初次到达神秘岛的外来人，通过特别的书游历岛屿。在此，玩家使用工匠兼勘探者Atrus编写的其他书籍，游历到被称作“时代”的几个世界。各时代的线索揭开了游戏角色的背景。游戏有多重结局，依玩家的行动路线而定。
《神秘岛》一经发售就获得意外成功，评论称赞游戏能让玩家沉浸在虚构世界。游戏占据最畅销PC游戏记录，直到被2002年《模拟人生》打破。《神秘岛》推动了当时新生的CD-ROM格式。在《神秘岛》获得成功后，又有四部直系续作和多部衍生游戏和小说面世。
堀井雄二、山名学热衷本作。

## 外部連結
- 官方网站
- 莫比游戏上的《迷霧之島》（英文）
- 互联网电影数据库（IMDb）上《迷霧之島》的资料（英文）